# Шляси-Ліпно
Шляси-Ліпно (пол. Szlasy-Lipno) — село в Польщі, у гміні Рутки Замбровського повіту Підляського воєводства.
Населення — 116 осіб (2011).
У 1975-1998 роках село належало до Ломжинського воєводства.

## Демографія
Демографічна структура станом на 31 березня 2011 року:
|          | Загалом | Допрацездатний вік | Працездатний вік | Постпрацездатний вік |
| -------- | ------- | ------------------ | ---------------- | -------------------- |
| Чоловіки | 47      | 6                  | 35               | 6                    |
| Жінки    | 69      | 15                 | 41               | 13                   |
| Разом    | 116     | 21                 | 76               | 19                   |